# هشتيان
هشتيان هي قرية في مقاطعة أرومية، إيران. يقدر عدد سكانها بـ 776 نسمة بحسب إحصاء 2016.